# متجه صفري
في الرياضيات، متجه صفري أو متجهة منعدمة (بالإنجليزية: Null vector)‏ هو عنصر من فضاء متجهي ما له معيار، بمعنى أو بآخر، مساو للصفر، ويرمز له بـ {\displaystyle {\vec {0}}}.

في فضاء متجهي نصف ممنظم، قد يكون هناك أكثر من متجهة واحدة، معيارها مساو للصفر. تسمى جميع هؤلاء المتجهات متجهات منعدمة.